# 모아데이타
모아데이타(Moadata Co. Ltd.)는 대한민국의 IT 기업이다. AI 기반의 ICT 시스템 이상탐지 및 예측용 장비를 개발하며 본사는 경기 성남시 수정구 달래내로 46에 위치해 있으며  대표이사는 한상진이다.

## 상장
2022년 3월 10일에 주관사를 하나금융투자로 공모가 20,000원에 코스닥 시장에 상장하였다.

## 참고문헌
1. ↑  모아데이타 전방 사업 다각화…주가 11%, Et News, 2023년 9월 21일
2. ↑  모아데이타, 내달 코스닥 입성... 글로벌 인공지능 전문기업으로 거듭난다, AI타임즈, 2022년 2월 21일
3. ↑  모아데이타, AI 기업 인수...디지털 헬스케어 시장 정조준, 뉴스핌, 2023년 1월 25일